# Accident de l'Antonov An-26 au Soudan en 2012
L’accident de l'Antonov An-26 au Soudan, est une catastrophe aérienne survenue le 19 août 2012. L'Antonov 26 d'Alfa Airlines s'est écrasé près de Talodi au Soudan. L'appareil transportait des membres du gouvernement du Soudan, dont deux ministres, entre la ville de Khartoum et la ville de Talodi, deux villes situé au Soudan.

## Contexte
L'appareil construit en 1974 s’est écrasé sur une pente des monts Nouba. Durant sa remise des gaz, le pilote n'aurait pas monté à une altitude suffisante pour pouvoir passer par-dessus la montagne. Le fort brouillard qui prenait place durant l'accident dû à une violente tempête de sable pourrait en être la cause.

## Victimes
| Nationalité | Passagers | Équipage | Total |
| ----------- | --------- | -------- | ----- |
| Soudanais   | 26        | 3        | 29    |
| Russe       | 0         | 1        | 1     |
| Arménien    | 0         | 1        | 1     |
| Tadjik      | 0         | 1        | 1     |
| Total       | 26        | 6        | 32    |